# كارلو فيليتشي
تشارلز فيليكس (6 أبريل/ نيسان 1765 (تورينو) - 27 أبريل/ نيسان 1831) كان دوق سافوي وبيدمونت وأوستا وملك سردينيا 1821-1831.